# EHI Retail Institute
Das EHI Retail Institute e. V. (EHI) ist ein Forschungs- und Bildungsinstitut für den Handel und seine Partner mit Sitz in Köln. Das EHI wird durch Handelsunternehmen sowie die Verbände des Handels getragen und durch die Hersteller von Konsum- und Investitionsgütern gefördert. Das EHI-Netzwerk umfasst weltweit rund 770 Mitglieder. Zudem ist das EHI Gründer und ideeller Träger der EuroShop, einer internationalen Fachmesse für Investitionsgüter des Handels.

## Geschichte
Das heutige EHI ging als Deutsches Handelsinstitut DHI 1989 aus dem Zusammenschluss der früheren Handelsinstitute ISB (Institut für Selbstbedienung und Warenwirtschaft, 1957 gegründet) und RGH (Rationalisierungs-Gemeinschaft des Handels, 1951 gegründet) hervor. 1993 erfolgte die Umbenennung in EHI (EuroHandelsinstitut), 2006 in EHI Retail Institute.
Die RGH schuf 1967 die Grundlagen für die Bundeseinheitliche Artikelnummerierung (BAN), den Vorgänger der EAN-Nummern. Aus dem 1969 gegründeten BAN-L-Zentrum innerhalb der RGH ging 1974 die Centrale für Coorganisation hervor, die seit 2005 GS1 Germany heißt. An der GS1 Germany ist das EHI mit 50 % beteiligt.
Seit 1999 zertifiziert der Verein Online Shops, mit dem Gütesiegel „EHI Geprüfter Online-Shop“. Internet-Händler, die das Gütesiegel EHI Geprüfter Online-Shop führen dürfen, erfüllen Standards bezüglich Seriosität, Datenschutz und Datensicherheit und unterziehen sich einer jährlichen Überprüfung. Aufgrund der Anforderungen der Zertifizierung sind derzeit überwiegend große Anbieter nach GOS zertifiziert. Zu den 650 zertifizierten Shops gehören ca. 50 % der TOP 1.000 der umsatzstärksten Online-Shops in Deutschland.
2001 ging die Foodplus GmbH, an der das EHI zu 100 % beteiligt ist, aus einem Geschäftsbereich des EHI hervor.
Im Februar 2006 übernahm Götz W. Werner die Präsidentschaft des EHI. Sein Nachfolger wurde 2018 Kurt Jox. Auf den in den Ruhestand getretenen Jox, zuletzt Geschäftsführer der Tessner Holding, folgte im November 2021 Markus Tkotz, Geschäftsführer der Markant AG, für eine Amtszeit von drei Jahren.
2018 wurde zusammen mit verschiedenen Marktakteuren die Mobile-Payment-Initiative gegründet.

## Forschungsschwerpunkte
- Handelsstrukturen und -entwicklung
- Handelsimmobilien und Expansion insb. Shopping-Center
- Informationstechnik inklusive Kommunikationstechnik, Preisauszeichnung und Warenwirtschaft
- Zahlungssysteme und Kundenkarten
- Ladenbau und -einrichtung
- Verpackung insbesondere Direkte Produktrentabilität/-kosten (DPR/DPK)
- E-Commerce
- Marketing/CRM
- Logistik
- Inventurdifferenzen und Sicherheitssysteme
- Public Relations

## Preisvergaben
Seit 2008 vergeben EHI und GS1 jährlich den mit insgesamt 40.000 Euro dotierten Wissenschaftspreis für exzellente wissenschaftliche Arbeiten und Kooperationsprojekte, die eine hohe Relevanz für die Handelsbranche bzw. die Kooperationspartner entlang der Wertschöpfungskette haben. Ebenfalls seit 2008 vergibt das Institut die Retail Technology Awards (reta awards) für die besten Technologielösungen im Handel sowie die Retail Design Awards für die überzeugendsten Storekonzepte. Die Verleihung der drei Preise findet im Rahmen der Fachmesse Euroshop statt.